# El meu germà Pol
El meu germà Pol és una novel·la de l'escriptora valenciana Isabel-Clara Simó, editada per Edicions Bromera el 2008 i guanyadora del Premi de Novel·la Ciutat d'Alzira l'any anterior. L'obra aborda el tema dels disminuïts psíquics des d'un punt de vista diferent, i explicant la història des del punt de vista de la protagonista.
Mercè, una nena de dotze anys, narra la història del seu germà Pol, un jove de 29 anys amb síndrome de Down. Fills d'un militar i d'una dona que només pensa en ella mateixa, la nena és qui s'encarrega de la casa pràcticament tota sola i es responsabilitza del seu germà. Quan aquest s'enamora de Maria, una dona amb la mateixa síndrome, no els deixaran estar junts.
L'obra va ser duta als escenaris en una adaptació teatral feta i dirigida per Xavier Lauder, i amb Nel·lo Nebot i Laia Sorribes en els papers principals dels germans.